# Бойни кораби
„Бойни кораби“ (на английски: Battleship) е щатски научнофантастичен екшън филм от 2012 г., базиран на едноименната игра на дъска. Филмът е режисиран от Питър Бърг и във филма участват Тейлър Кич, Александър Скарсгорд, Риана, Бруклин Декър, Таданобу Асано и Лиъм Нийсън.

## Актьорски състав
| Актьор               | Роля                            |
| -------------------- | ------------------------------- |
| Тейлър Кич           | Лейтенант Алекс Хупър           |
| Александър Скарсгорд | Командир Стоун Хупър            |
| Риана                | Кора Рейкс                      |
| Бруклин Декър        | Саманта Шейн                    |
| Таданобу Асано       | Капитан Юги Нагата              |
| Лиъм Нийсън          | Адмирал Терънс Шейн             |
| Хамиш Линклейтър     | Кал Запата                      |
| Джеси Племънс        | Джими Орд                       |
| Джон Тай             | Уолтър Линч                     |
| Грегъри Д. Гадсън    | Лейтенант полковник Мик Каналес |
| Адам Годфри          | Доктор Ногрейди                 |
| Питър Макникъл       | Министър на отбраната на САЩ    |
| Джери Ферара         | Сампсън Стродел                 |
| Рами Малек           | Лейтенант Хил                   |
| Луис Ломбарди        | Барманът                        |

## В България
В България филмът е пуснат по кината на 20 април 2012 г. от „Форум Филм България“.
На 20 август 2012 г. е издаден на DVD от „А Плюс Филмс“.
На 14 август 2017 г. е излъчен премиерно по „Би Ти Ви Синема“. Дублажът е на студио „Ви Ем Ес“.